# Колюча стрічка

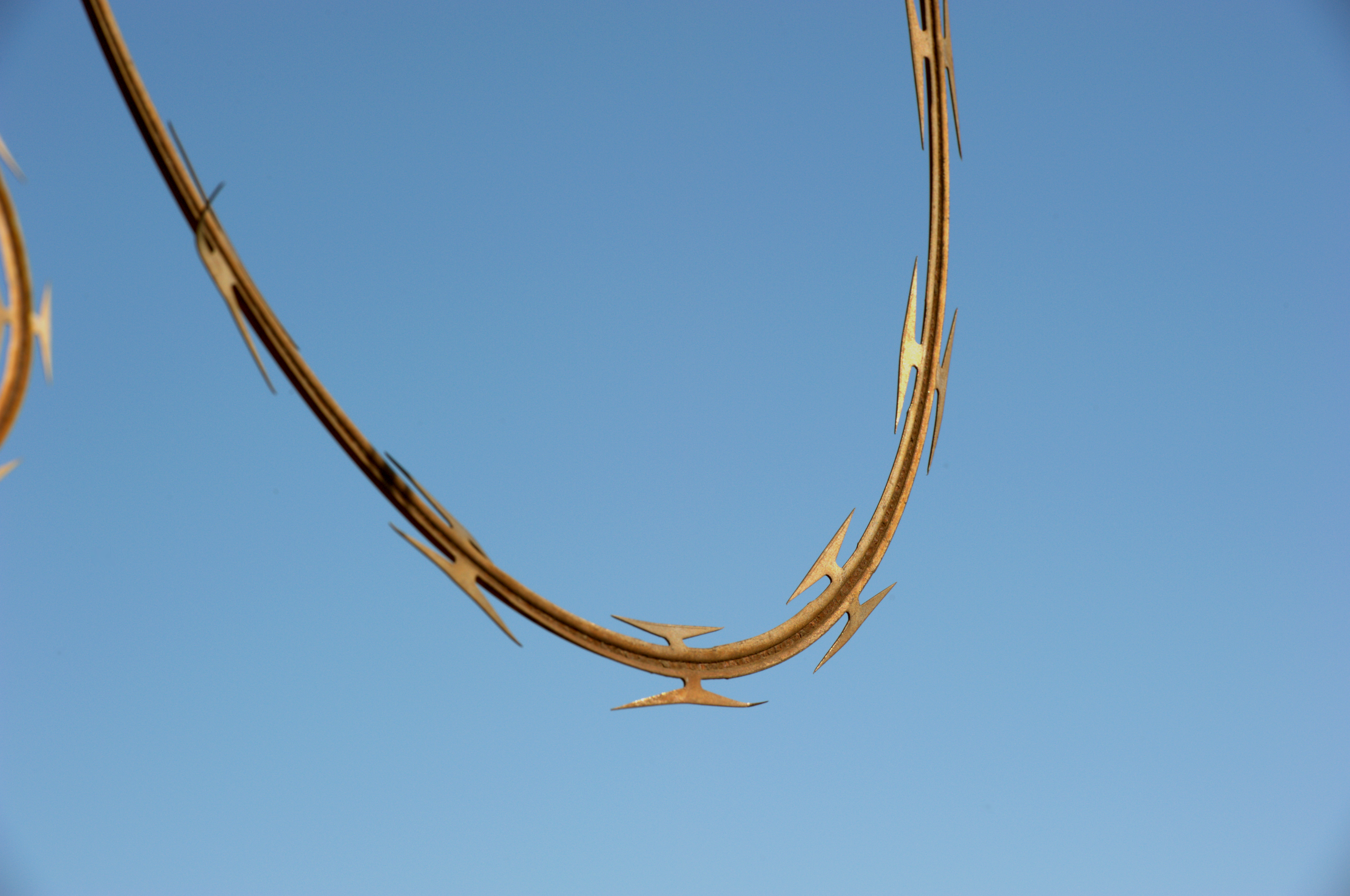
Типова колюча стрічка

Колюча стрічка — різновид нерозривних інженерних загороджень, призначених для утримання живої сили і легкої колісної техніки; суцільна сталева стрічка з зазубреними краями, що може додатково укріплюватися дротом.
Колюча стрічка, порівняно з колючим дротом, завдає серйозніших ран і складніше долається людьми без інструментів, даючи охороні більше часу на реагування. Крім звичайних подряпин та зіпсованого одягу, це загородження здатне навіть убити людину у випадку великої втрати крові.

## Історія
Попередниками колючої стрічки були різні варіації колючого дроту. З-поміж них пропонувалися дроти з прикріпленими лезами, зокрема в 1865 році француз на ім'я Луї Франсуа Жанін отримав патент на подвійний дріт з ромбоподібними шипами.
Колючу стрічку винайшли німецькі солдати під час Першої світової війни через нестачу звичайного колючого дроту. Її було швидше та легше виготовляти, перші зразки мали трикутні леза по краях і не мали укріплення дротом. Таку стрічку було важче розрізати кусачками (які застосовувалися проти колючого дроту), але порівняно легко — ножицями.
У цей же період солдати придумали згортати колючий дріт у спіралі, які було легко та швидко розтягувати для створення протипіхотних загороджень. Такий винахід отримав назву «концертина». Надалі спіральні загородження з колючого дроту отримали назву «дріт Деннерта». В 1930-х роках німецький винахідник Хорст Даннерт запропонував накручувати у вигляді спіралі дріт з високоякісної сталі, захищеної оливою, щоб у потрібний момент швидко розгортати надійну протипіхотну перешкоду. Високоміцний дріт завдяки пружинним властивостям самостійно тримав форму спіралі без допомоги жердин.
У 1970-і колюча закручена в спіраль стрічка здобула популярність у США для охорони в'язниць. Для того, щоб утруднити перерізання колючої стрічки, на початку 1980-х років її почали армувати дротом спочатку шляхом скручування навколо дроту, а потім шляхом завальцювання колючої стрічки на армуючий дріт. Така армована колюча стрічка поєднувала в собі різальні властивості колючої стрічки і міцність дроту. Була навіть патентна суперечка між двома європейськими фірмами, які претендували на цей винахід і пропонували його на ринку під брендами: «Man Barrier» і «Razor Ribbon». Від «Razor Ribbon» походить поширена англомовна назва колючої стрічки — «бритвена стрічка».
Колюча стрічка дедалі витісняє колючий дріт, оскільки менше провисає, краще тримає форму, не потребуючи якої-небудь особливої опори, і при цьому лишається ефективною перешкодою.

## Застосування
Колюча стрічка головним чином використовується для охорони військових об'єктів, в'язниць, урядових будівель, а також для зупинення протестувальників. Може застосовуватися для підводної охорони. Поширена у районах військових дій, оскільки легко розгортається, а за ефективністю не поступається колючому дроту. Виготовляється зі сталі (часто нержавіючої та гальванізованої) чи алюмінію.
На відміну від колючого дроту, колюча стрічка важче розрізається і завдає серйозніших ран. Цим вона забезпечує більше часу охороні, щоб прибути та затримати порушників. Через високу травматичність колюча стрічка заборонена в деяких регіонах.
Колючу стрічку накручують на барабан, витки в 3-11 місцях з'єднують за допомогою дроту, стрічки або металевої скоби. При розтягуванні цієї спіралі утворюється важке для подолання циліндричне колючо-ріжуче загородження.

## Різновиди
Колюча стрічка різниться, залежно від форми лез, їхнього розташування, а також будови основи. Штампується з металу завтовшки 0,45-0,7 мм. Відстань між лезами стандартно варіюється від 1 см до 6,6 см. Може додатково укріплюватися шляхом обтиснення навколо дроту вальцюванням (тоді називається армованою колючою стрічкою, АКС), або повздовжнім скручуванням. Мінімальний діаметр дроту — 2,5 мм. Завальцьовану колючу стрічку неможливо перерізати ножицями і відокремити від армуючого дроту.
Колюча стрічка, обтиснута навколо дроту, що збільшує її міцність, відома в Україні як «Єгоза» (з рос. «непосида») за назвою торгової марки ТОВ «Виробнича група „Кайман“».